# 까셋삿 FC
까셋삿 FC(태국어 : สโมสรฟุตบอลมหาวิทยาลัยเกษตรศาสตร์)는 태국 방콕에 연고를 둔 까셋삿 대학교 산하의 태국 축구 클럽이다. 현재 타이 리그 2에 소속되어 있다.

## 선수 명단

### 현역
참고: FIFA 자격 규정에 따라 소속된 국가대표팀 국기를 표시합니다. 선수는 복수의 FIFA 비회원국 국적을 가지고 있을 수 있습니다.
| 번호 | 포지션 | 국적       | 이름                |
| ---- | ------ | ---------- | ------------------- |
| 11   | FW     | 가나       | 크와메 카리카리     |
| 40   | FW     | 나이지리아 | 아데폴라린 두로신미 |

| 번호 | 포지션 | 국적 | 이름 |
| ---- | ------ | ---- | ---- |